# Prix Northern Telecom en études canadiennes
La compagnie Northern Telecom (devenue depuis Nortel) a remis le Prix Northern Telecom en études canadiennes de 1983 à 1991. Il était « attribué annuellement à une personne dont l’apport aux études canadiennes dans le sens le plus large est remarquable tant par son enseignement, ses recherches, ses publications que par son rôle dans la promotion de l'étude du Canada ».
Les prix ont été accordés jusqu’en 1991 par un jury international.

## Récipiendaires
- 1983 - Richard A. Preston (États-Unis)
- 1984 - James Wreford Watson (Royaume-Uni)
- 1985 - Malcolm Mackenzie Ross (en) (Canada)
- 1986 - William Francis Mackey (Canada)
- 1987 - Seymour Martin Lipset (États-Unis)
- 1988 - Pierre George (France)
- 1989 - Clara Thomas (Canada)
- 1990 - Paul-André Linteau (Canada)
- 1991 - John Meisel (Canada)